# Améscoa Baja
Améscoa Baja (em castelhano) ou Ameskoabarrena (em basco) é um município da Espanha na província e comunidade autónoma de Navarra. Tem 30,20 km² de área e em 2021 tinha 721 habitantes (densidade: 23,9 hab./km²).

## Demografia
| Variação demográfica do município entre 1991 e 2004 | Variação demográfica do município entre 1991 e 2004 | Variação demográfica do município entre 1991 e 2004 | Variação demográfica do município entre 1991 e 2004 |
| --------------------------------------------------- | --------------------------------------------------- | --------------------------------------------------- | --------------------------------------------------- |
| 1991                                                | 1996                                                | 2001                                                | 2004                                                |
| 860                                                 | 844                                                 | 816                                                 | 823                                                 |